# اسوالدو گلیخوف
اُسوالدو گلیخوف (اسپانیایی: Osvaldo Golijov‎؛ تلفظ اسپانیایی: [ˈɡolixof]؛ زادهٔ ۵ دسامبر ۱۹۶۰) آهنگساز موسیقی کلاسیک و موسیقی فیلم اهل آرژانتین است که بیشتر به خاطر آثار ارکستری و آوازی‌اش مشهور است.
او در سال ۲۰۰۷ برای اپرای چشمهٔ اشک (Ainadamar) برندهٔ دو جایزه گرمی شد.